# CITY (SixTONESのアルバム)
『CITY』（シティ）は、SixTONESの2ndアルバム。2022年1月5日にソニー・ミュージックレーベルズから発売。

## リリース
「それぞれの楽曲ごとに主人公が存在し、その日一日の時間の流れの中で繰り広げられる、何気ない日常の出来事や物語が集まる場所」として"街（CITY）"をコンセプトに表現したアルバム。曲順も1日の時間の流れをなぞるかのように表現している。
初回盤A・初回盤B・通常盤（初回仕様有り）の3形態リリースで、全形態共通楽曲として4thシングル「僕が僕じゃないみたいだ」、5thシングル収録の「マスカラ」「フィギュア」、出光興産のCMソング「Everlasting」に加え、新曲8曲の計12曲を収録。これらの楽曲はそれぞれからイメージされる4つの時間帯に分けられ、初回盤Aは朝、初回盤Bは夕方、通常盤は夜と、形態ごとに異なる時間帯から始まる曲順になっている。また、各時間帯の頭にはインタールードを収録し、"CITY"の移りゆく時間の流れを表現している。各盤限定曲としては、初回盤Aに新曲2曲、初回盤Bにはユニット新曲3曲を収録。通常盤には新曲2曲と4thシングルのカップリング曲「Strawberry Breakfast」のアルバムver.を収録している。
リード曲「Rosy」は映画『スパイダーマン:ノー・ウェイ・ホーム』日本語吹替版主題歌になっている。2021年11月27日放送の『SixTONESのオールナイトニッポンサタデースペシャル』でタイアップ情報と共に音源が初解禁され、12月8日放送の『2021 FNS歌謡祭 第2夜』（フジテレビ系）で初披露、MVを12月10日に公開した。
「Rosy」「LOUDER」「真っ赤な嘘」はGANMIが振付を担当している。
今作から付属DiscにBlu-rayが採用された。

### 特典
- 先着特典 - A5サイズクリアファイル＋ペーパーバッグ（形態別の全3種）[20]

## 収録内容

### CD
- 1〜16曲目は全形態共通
- 特記なき場合は6人での歌唱
- Interludeのプログラミングは佐伯youthK、作曲はJamil Kazmi、Shinichiro Sakaino。

#### 初回盤A
1. [Interlude -Sunrise-] [0:42]
2. 8am [2:31]
作詞：Jamil Kazmi、作曲：Simon Janlov / Daniel Caesar、編曲：Simon Janlov
3. 僕が僕じゃないみたいだ [4:07]
作詞・作曲：佐伯youthK、編曲：佐伯youthK / Naoki Itai / MEG
  - 4thシングル
  - 松村北斗ダブル主演映画『ライアー×ライアー』主題歌
4. Ordinary Hero [3:19]
作詞：gb、作曲：Andy Love / ALYSA、編曲：ALYSA
5. Your Best Day [3:19]
作詞：MASAYA / Marcello Jonno、作曲：Rob Derbyshire / Hanif Sabzevari / Yoko Hiramatsu、編曲：Naoki Itai / Hayato Yamamoto
  - SixTONES出演 エイブル「言いたいことはひとつだけ」篇・「イメージを現実に」篇 CMソング[21]
6. [Interlude -Sunset-] [0:38]
7. Fast Lane [3:28]
作詞：nana hatori、作曲：福田貴史 / Mayu Wakisaka、編曲：福田貴史
8. Good Times [2:52]
作詞：TSUGUMI / Marcello Jonno、作曲：Steve Rusch / Mischa Mandel / Thom Macken、編曲：Naoki Itai
9. [Interlude -Night-] [0:24]
10. マスカラ [3:28]
作詞・作曲・編曲：Daiki Tsuneta
  - 5thシングル
11. Rosy [2:58]
作詞：イワツボコーダイ、作曲：イワツボコーダイ / 吹野クワガタ、編曲：Naoki Itai / 吹野クワガタ
  - リード曲
  - 映画『スパイダーマン:ノー・ウェイ・ホーム』日本語吹替版主題歌[14]
12. フィギュア [3:39]
作詞：くじら / Page Grace、作曲：くじら、編曲：Naoki Itai / くじら
  - 5thシングル初回盤B・通常盤カップリング曲
13. [Interlude -Midnight-] [0:29]
14. Odds [3:44]
作詞：Mayu Wakisaka、作曲：原田卓也 / Ricardo Burgrust（英語版） / COMMAND FREAKS、編曲：COMMAND FREAKS
15. WHIP THAT [3:15]
作詞：MiNE / Atsushi Shimada、作曲：Albin Nordqvist / AdamAlexander / 坂室賢一、編曲：坂室賢一
16. Everlasting [4:15]
作詞：Cypher、作曲：Albin Nordqvist / Sebastian Lestapier / Adam Sjostrand、編曲：Sebastian Lestapier / Adam Sjostrand
  - 出光興産「ランナー」篇、「アポロの影」篇 CMソング
17. Papercut [3:44]
作詞：Komei Kobayashi、作曲：Alexander Karlsson（JeL） / Alexej Viktorovitch（JeL） / Andrew Choi / DEEZ、編曲：Alexander Karlsson（JeL） / Alexej Viktorovitch（JeL）
18. Takes Two [3:25]
作詞：Hiroshi Nakahara、作曲：FIVE NEW OLD、編曲：大西省吾
  - FIVE NEW OLDのベストアルバム『FiNO is』（2025年）に、本楽曲のセルフカバーが収録されている[22]。

#### 初回盤B
1. [Interlude -Sunset-]
2. Fast Lane
3. Good Times
4. [Interlude -Night-]
5. マスカラ
6. Rosy
7. フィギュア
8. [Interlude -Midnight-]
9. Odds
10. WHIP THAT
11. Everlasting
12. [Interlude -Sunrise-]
13. 8aｍ
14. 僕が僕じゃないみたいだ
15. Ordinary Hero
16. Your Best Day
17. LOUDER [3:00]
作詞：Jamil Kazmi / 岡嶋かな多、作曲：Joe Ogawa / Mayu Wakisaka / Tim Schou（Published by Iceberg Publishing A/S, a divison of Iceberg Music Group）、編曲：Joe Ogawa
  - ジェシー・森本のユニット曲
18. 真っ赤な嘘 [3:33]
作詞・作曲：和ぬか、編曲：100回嘔吐
  - 松村・髙地のユニット曲
19. With The Flow [3:53]
作詞・作曲・編曲：佐伯youthK、Rap詞：Juri Tanaka、アコースティックギター演奏：Taiga Kyomoto
  - 京本・田中のユニット曲

#### 通常盤
1. [Interlude -Night-]
2. マスカラ
3. Rosy
4. フィギュア
5. [Interlude -Midnight-]
6. Odds
7. WHIP THAT
8. Everlasting
9. [Interlude -Sunrise-]
10. 8am
11. 僕が僕じゃないみたいだ
12. Ordinary Hero
13. Your Best Day
14. [Interlude -Sunset-]
15. Fast Lane
16. Good Times
17. Cassette Tape [4:07]
作詞：Mayu Wakisaka、作曲：Casper Redson / Peo Dahl / Hanif Hitmaic Sabzevari、編曲：山口隆志
18. Dawn [3:34]
作詞：ONIGASHIMA、作曲：Andreas Ohrn / Peter Bostrom / Didrik Thott、編曲：Peter Bostrom
19. Strawberry Breakfast -CITY ver.- [5:07]
作詞：MiNE / Atsushi Shimada、作曲：Josef Melin / Jimmy Claeson、編曲：Josef Melin、バンドアレンジ：Naoki Itai
  - 4thシングル『僕が僕じゃないみたいだ』初回盤A収録曲のアルバムver.

### Blu-ray/DVD

#### 初回盤A
1. Rosy -Music Video-
2. Rosy -Music Video Making-
3. Rosy -Music Video Solo Movie-
4. Everlasting〜Good Times -Live with Choir ver.-

#### 初回盤B
1. LOUDER -Music Video-
2. 真っ赤な嘘 -Music Video-
3. With The Flow -Music Video-